# بوفتيا
بوفتيا (بالإنجليزية: Buftea)‏ هي مدينة في مقاطعة ايلفوف، تقع في جنوب رومانيا وهي قريبة من العاصمة بوخارست وتبعد عنها 20 كيلو مترا وتبلغ مساحتها 57.36 كيلو متر مربع وعدد سكانها 25105.

## أعلام
- ألينا إيريميا
- نيكولاي غريغوري